# Wolfgang Feist
Wolfgang Feist, född 1954, är en tysk byggnadsfysiker från Darmstadt som arbetat med passivhus och som grundade Passivhaus Institut 1996.
Feist studerade fysik vid Universität Tübingen. Han var senare verksam vid Universität Kassel, där han doktorerade i arkitektur 1992 med en byggnadsfysikalisk avhandling om termisk simulering av byggnader. Parallellt var han även verksam vid Institut Wohnen und Umwelt (IWU) i Darmstadt. Sedan 2008 är han professor i byggnadsfysik vid Universität Innsbruck.
Wolfgang Feist, Helmut Krapmeier och Hans Eek diskuterade i början av 1990-talet hur man skulle kunna sprida kunskapen om att bygga okomplicerade hus med så liten värmetillförsel att man slipper radiatorer. Passivhausinstitutet grundadades därefter. I Tyskland, Österrike och Schweiz hade det fram till 2007 byggts över 10 000 lägenheter i passivhusteknik.
Feist tilldelades 2001 miljöpriset Deutsche Umweltpreis. 2003 tilldelades han tillsammans med Hans Eek Göteborgs internationella miljöpris. 2014 utnämndes Feist, tillsammans med Bo Adamson, till Årets Innovatör inom priset Årets Framtidsbyggare.